# Các nhà nước Trung Quốc cổ đại
Chư hầu là một từ xuất phát từ chữ Hán (諸侯), trong nghĩa hẹp là để chỉ tình trạng các vị vua của các quốc gia thời Tiên Tần bị phụ thuộc, phải phục tùng Thiên tử nhà Chu. Các nước nhỏ có sự thừa nhận chính thức vị thế chư hầu trước một nước lớn và được gọi là nước chư hầu, tức Chư hầu Liệt quốc (諸侯列國) hoặc đơn giản là Liệt quốc (列國).
Ngoài nghĩa hẹp, cụm danh từ "chư hầu" còn ám chỉ các thế lực quân phiệt có thế lực trong thời kỳ quân chủ chuyên chế từ đời nhà Hán trở đi. Như những năm cuối đời Đông Hán, có Viên Thiệu, Viên Thuật, Hàn Toại, Lưu Biểu cùng các tướng lĩnh địa phương. Cuối thời nhà Đường, tình trạng phiên trấn tự cường cũng được xem là một dạng "chư hầu", khi thủ lĩnh từng địa phương có quyền thế riêng tại khu vực của mình mà chống đối Hoàng triều trung ương. Tại châu Âu, trong chế độ phong kiến thời trung cổ mối quan hệ chư hầu được gọi là Vassal tồn tại ở dạng các lãnh chúa địa phương tuyên thệ trung thành với Quốc chủ.
Vào thời kỳ chủ nghĩa đế quốc ra đời và xâm chiếm thuộc địa thì quan hệ lệ thuộc được xác định ở các mức "thuộc địa" tức phụ thuộc hoàn toàn hay "bảo hộ" tức có chính quyền địa phương tồn tại nhưng không độc lập. Sau Chiến tranh thế giới thứ hai khi hệ thống thuộc địa tan vỡ thì xuất hiện dạng thay thế là các hiệp ước liên minh tay đôi hoặc đa quốc gia như các khối quân sự như NATO, SEATO, CENTO, Khối Warszawa, CSTO... Đó là một hiện tượng của lịch sử, các nước nhỏ gom quanh ô che của nước lớn thành nhóm để tồn tại trong thế giới có nhiều xung đột.

## Trung Quốc

### Thành lập

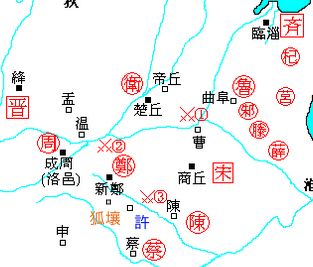
Hệ thống chư hầu đầu đời nhà Chu.

Vào thời kỳ đầu của xã hội phong kiến, quyền lực vốn nằm trong tay thủ lĩnh bộ lạc chuyển đổi thành "Lãnh chúa" cát cứ trong lãnh thổ của họ. Các xung đột xảy ra thì bên cạnh dạng cá lớn nuốt trọn cá bé, cũng nổi lên dạng lãnh chúa mạnh và khôn ngoan, thiết lập quyền kiểm soát các lãnh thổ khác ở mức xác định.
Tại Trung Quốc, sớm nhất là thời viễn cổ thần thoại Viêm Đế đến Hoàng Đế, đã xuất hiện hiện tượng trăm nước lớn nhỏ san sát vào nhau, bị gọi là chư hầu. Tới nhà Hạ, vẫn là tình trạng trăm nước, nhưng đã có hiện tượng phân phong đất cho người cùng họ, đến nhà Thương thì bắt đầu thấy khảo chứng về việc phân phong, như Đặng, Cô Trúc, Ứng, Kỷ, Sở và Tống. Mối quan hệ Thiên tử và Chư hầu lúc đầu còn ở dạng sơ khai, chưa có một lý thuyết nền tảng về xã hội. Quan hệ giữa các thành phần biến động theo khả năng duy trì thực lực của các thành phần đó, và nói chung là còn lỏng lẻo, các chư hầu thì vẫn chia phái hoặc liên minh hoặc đánh chiếm lẫn nhau. Các di chỉ khảo cổ thời nhà Thương cho thấy các thuộc quốc của triều đại này gọi là "Phương quốc", giữa các vị Vua của nhà Thương với các thủ lĩnh bộ tộc đó không có quan hệ "Vua - Tôi" mà chỉ là liên minh quân sự. Vua nhà Hạ và nhà Thương chỉ đóng vai trò đứng đầu liên hợp các phương quốc, được các nước đó gọi là "Đại quốc", "Đại ấp" và các nước này xưng "Tiểu quốc", "Tiểu ấp" để tỏ rõ vị thế trong khối liên minh.
Đến đời Tây Chu, thành lập quan hệ chư hầu là lấy thân thích cùng quý tộc ban đất cai trị, với mục đích「"Phong kiến thân thích lấy Phiên bình Chu"; 封建亲戚以蕃屏周」. Sách Tả truyện chép: 「"Các quốc gia chia cho anh em 15 người, các nước mang họ Cơ có 40 người"; 兄弟之国十有五人，姬姓之国者四十人」, sau sự kiện Chu Công đông chinh thì liền tăng lên 53 nước chư hầu mang họ Cơ. Dưới chư hầu là các quan lại quý tộc, chia làm Khanh (卿) và Đại phu (大夫), cũng như chư hầu thì bọn họ cũng đều được phép ban đất ăn lộc của riêng mình. Bên cạnh đó, cũng có một dạng "chư hầu của chư hầu", tức những Lãnh chủ tuy cũng là Vua trên danh nghĩa nhưng lãnh thổ không đạt đến 50 km, được gọi là 「Phụ dung; 附庸」. Ví dụ này có Tần Phi Tử.
Diện tích các quốc gia chư hầu không có quy định hoàn toàn nhất định, tùy vào hệ thống tước vị mà vị Vua của nước chư hầu ấy mang, gồm 5 tước vị được gọi là [Ngũ đẳng; 五等], ấy là Công (公), Hầu (侯), Bá (伯), Tử (子) và Nam (男). Quyền lợi của chư hầu và Thiên tử khác nhau thể hiện ở việc cúng tế - việc quan trọng đối với xã hội đương thời. Chỉ có Thiên tử được hiến tế trong nhà Tông miếu (宗廟) của gia đình mình trong thành, chư hầu không được hiến tế Tông miếu của Thiên tử, và Khanh cùng Đại phu lại không được hiến tế trong Tông miếu của chư hầu. Chư hầu có riêng nhà Tông miếu trong thành của mình, giao cho Đích trưởng tử vị trí 「Tông tử; 宗子」, và chỉ "Chư hầu Tông tử" mới có quyền kế thừa tước vị và quyền lực của vị Vua chư hầu ấy sau khi người đó qua đời, những người con thứ khác (「Công tử; 公子」) được ban làm Khanh hoặc Đại phu, hưởng thực ấp như các quý tộc sĩ phu khác. Trong vấn đề hiến tế, chỉ có Tông tử là được quyền lợi hiến tế trong Tông miếu, các con thứ trừ phi Tông tử không thể thực hiện thì mới có quyền thay mặt đảm đương. Thiên tử đối với chư hầu có địa vị to lớn là bảo ban cũng như can thiệp quân sự của các chư hầu, tương tự địa vị "Minh chủ khống chế liên minh" theo cách hiểu của khối quân sự hiện đại, đổi lại các chư hầu có nghĩa vụ triều bái, thể hiện sự trung thành của quốc gia mà mình cai quản đối với Thiên tử.

### Suy thoái và phục hồi
Sang thời Đông Chu, tức sau thời kỳ Chu U vương, quyền lực trung ương của các Chu Thiên tử suy yếu, tuy vậy ban đầu phần lớn chư hầu vẫn luôn phục tùng. Sách Lã Thị Xuân Thu phần "Quan thế" (观世) có ghi lại:「"Chu chi sở phong tứ bách dư, phục quốc bát bách dư"; 周之所封四百余，服国八百余」.
Sau khi Chu Thiên tử mất hẳn quyền lực, sự khống chế chỉ còn trong vài trăm dặm, thì bước sang thời kỳ Xuân Thu cùng Chiến Quốc ác liệt, các chư hầu không còn ràng buộc tuyệt đối bởi Chu Thiên tử mà đi vào thời kỳ tự cường, tự thu gom các nước khác, tự tiêu diệt lẫn nhau hoặc tự liên minh với nhau để chống một cá thể đi ngược lại quan niệm tồn tại, hoặc đoàn liên minh khác đối lập về quyền lợi. Bởi vậy liền có nào là Ngũ Bá và Chiến Quốc thất hùng. Khi Tần Thủy Hoàng Doanh Chính đánh bại 6 nước kia, thì Doanh Chính là "Chư hầu Tông tử" cuối cùng theo nguyên lý của nhà Chu khi ấy, và cũng là nước chư hầu còn lại duy nhất của Chu Thiên tử. Lẻ loi giữa lúc 6 nước lớn bị diệt vẫn còn có nước Vệ, là chư hầu cổ xưa do Chu Thiên tử ban phong, mãi đến Tần Nhị Thế mới chính thức bị tiêu diệt hoàn toàn.
Nhà Tần xây dựng được 「Nhà nước trung ương tập quyền」 vững mạnh đầu tiên ở Trung Quốc, và cùng với các học thuyết về xã hội phong kiến và chiến tranh ra đời vào thời Xuân Thu Chiến Quốc, chấm dứt thời hỗn mang của các tiểu quốc. Theo ý kiến của Lý Tư, để tránh việc các chư hầu liệt quốc đánh nhau sau nhiều đời không còn thân thiết với quan hệ huyết thống, Tần Thủy Hoàng lập ra chế độ quận huyện, không phong cho thân thích và công thần.
Sang thời nhà Hán, Thiên tử họ Lưu lại quyết định duy trì giải pháp hỗn hợp giữa nhà Chu và nhà Tần: vừa thiết lập các quận huyện, cử các quan lại đến cai trị, vừa phong đất cho thân thích và công thần. Theo lệ này của nhà Hán, thân thích cùng họ Lưu đều phong tước Vương (còn gọi là Chư hầu Vương 诸侯王) trong khi công thần đều phong tước Hầu (còn gọi là Liệt hầu 列侯). Lúc này, Chư hầu Vương có quyền dùng binh lực riêng ở đất phong của mình, có chính phủ riêng và quyền lực thực sự như thời nhà Chu, mà các Liệt hầu chỉ có quyền điều chỉnh thuế của ấp phong mà mình được hưởng, mà đất phong của Chư hầu Vương đều hơn 10 quận một nước, trong khi Liệt hầu thường gói trong một huyện, xưng làm hộ. Quyền lực quá lớn này khiến giữa Hán Cảnh Đế xuất hiện Loạn bảy nước. Sau khi dẹp những cuộc binh biến của các chư hầu đầu thời Hán, nhà Hán chia nhỏ lãnh thổ các nước được phong. Từ gần 10 nước thời Hán Cao Tổ thành 25 nước thời Hán Cảnh Đế, các nước Chư hầu Vương sở hữu chỉ còn trên danh nghĩa. Đến thời Hán Vũ Đế còn tiếp tục theo đuổi chính sách này, loại bỏ hoàn toàn việc cắt đất phong hầu khiến cho chế độ quân chủ trung ương tập quyền ngày càng được củng cố. Vì vậy trong các Châu - đơn vị hành chính lớn nhất - lại vừa có Quận vừa có Quốc. Sử gọi đây là 「Quận quốc tịnh hành chế; 郡國並行制」.

### Biến chuyển khái niệm
Khái niệm "Chư hầu" từ lúc đó không chỉ giới hạn với những người "Hoàng thân quốc thích" được phong tại các nước nhỏ mà còn bao gồm các quan lại địa phương có thực lực mạnh và nổi lên thành những quân phiệt tranh chấp trong thời loạn, như Viên Thiệu, rồi Tào Tháo.
Bởi vì xảy ra rất nhiều quan niệm riêng biệt, quyền lực chư hầu thân thích của Thiên tử qua nhiều triều đại có nhiều biến hóa. Nhà Tào Ngụy thấy phong lớn như nhà Hán sẽ dễ mất kiểm soát nên địa phận tiếp quản ngày càng ít. Khi kiến lập nhà Tấn, Tấn Vũ Đế cho rằng do nhà Tào Ngụy bớt quá nhiều quyền lực của các Hoàng tử được phong đất dẫn đến Thiên tử bị cô lập không có người cứu trợ đến nỗi mất ngôi, nên tăng cường quyền lực cho chư hầu. Tuy vẫn duy trì chế độ xen lẫn quận huyện như nhà Hán, các Hoàng đế nhà Tấn phong 27 người thân thích làm Vương, cho họ tùy theo quy mô lớn nhỏ mà lập ra quân đội từ vài ngàn đến vài vạn người. Vì vậy chỉ ngay sau khi Vũ Đế mất, các chư hầu lại nổi lên đánh nhau tranh giành quyền lực, gọi là Loạn bát vương. Hậu quả của Loạn bát vương khiến nhà Tấn suy yếu trầm trọng, tạo cơ hội cho các tộc người Hồ phương bắc tràn vào trung nguyên khiến nhà Tấn phải rút về phía Nam.
Từ sai lầm này của nhà Tấn, các triều đại sau tiếp tục quan niệm bóp đi quyền lực của các chư hầu, nhưng không phải không có sự tái diễn. Từ đời Đường Huyền Tông, các tước Vương như 「Thân vương; 親王」 và 「Quận vương; 郡王」 gọi chung là [Phiên vương; 藩王], lại cũng xưng chư hầu, đều chỉ được lãnh lương bổng dựa theo hạn ngạch có sẵn do triều đình cấp phát, không được đến đất phong thu hoạch thuế nữa. Nhà Tống đi theo cách làm này, tước Vương tuy vẫn mang tên đất song đã không còn thực quyền. Đến đời nhà Minh, Phiên vương chư hầu có binh quyền, để khi Minh Thái Tổ qua đời thì Yên vương Chu Đệ lật đổ cháu là Kiến Văn Đế cướp ngôi. Nhà Thanh nối tiếp nhà Minh, ngoài không lạm phong tước hiệu, còn không cho đất phong cho các Hoàng tử, chỉ ban Tá lĩnh và lương bổng riêng theo quy định.

## Châu Âu
Tại xã hội phong kiến Châu Âu cũng hình thành những hệ thống lệ thuộc tương tự khái niệm "chư hầu", được gọi là 「Vassal」. Theo định nghĩa, một "Vassal" chính là tập đoàn gia tộc cai trị lãnh địa được ban phong và chịu sự phụ thuộc với một vị Lãnh chúa (Lord) có thế lực lớn, hoặc to lớn hơn là một vị Vua (Monarch)
Những phụ thuộc này biểu hiện ở việc chủ yếu là hỗ trợ quân sự dưới hình thức cắt cử Hiệp sĩ được đào tạo của riêng từng Vassal, đổi lại các Vassal sẽ được hỗ trợ lương thực và đất đai tùy theo chế độ mà Lãnh chúa hoặc Vua thành lập, trong một số tình huống thì các Vassal có thể được triệu tập bởi Lãnh chúa và Vua làm một Hội đồng cố vấn để thảo luận về một vấn đề trọng đại của lãnh thổ chung. Biểu thị của một Vassal chính là lời thề sẽ bày tỏ sự trung thành tuyệt đối của mình đối với vị Lãnh chúa hoặc vị Vua ấy, được gọi là 「Fidelitas」. Lời thề nguyện Fidelitas diễn ra kết thúc sau khi thực hiện nghi thức 「Hominaticum」 trong buổi lễ tuyên thệ được gọi là 「Commendatio」. Lễ tuyên thệ này được tổ chức hết sức quy mô, theo như nhà sử học Einhard ghi chép lại buổi tuyên thệ trung thành của Công tước xứ Bavaria là Tassilo III đối với Pépin Lùn năm 757, thì triều đình còn cho gom thánh tích của các Thánh Công giáo là Denis, Martin cùng Germain để thực hiện lễ này.

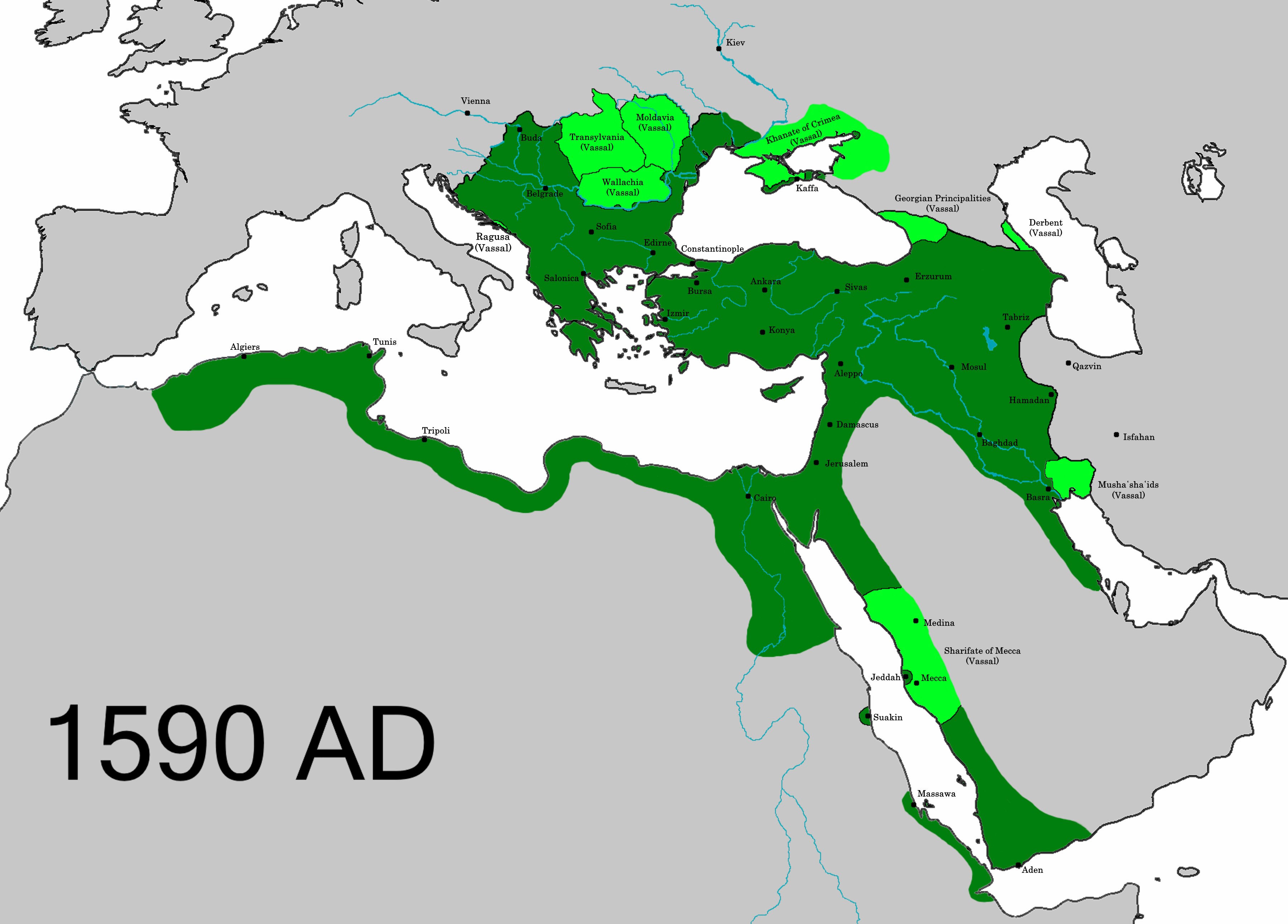
Các Vassal State và Tributary States của Đế chế Ottoman.

Một khái niệm tương tự với Vassal là 「Vassal State」. Về cơ bản, các Vassal State tương đương với "Phụ dung" trong quan niệm nhà Chu, một lãnh thổ hay thành thị độc lập có sẵn, có lịch sử và nền cai trị từ rất lâu, nhưng trên phương diện chính trị bất lợi mà phải phụ thuộc vào một thế lực lớn hơn như Đế quốc, song sự tự trị của các thành phần này vẫn được duy trì, nói cách khác thì đây như một liên minh mà phía Đế quốc lớn mạnh có quyền nắm thóp, chứ không phải bị áp đảo hoàn toàn như các Vassal là phải phụ thuộc hẳn. Nghĩa vụ của các Vassal State chính là phải thực hiện cống nạp (Tribute) theo những dịp long trọng, hoặc đôi khi cũng cần cung cấp quân đội. Những vùng đất riêng về cống nạp còn có thể gọi hẳn thành 「Tributary States」. So sánh thuật ngữ hiện đại, nó tương đương với chính phủ bù nhìn, bảo hộ, quốc gia phụ thuộc, quốc gia liên kết hay quốc gia vệ tinh.
Xét các Đế chế xa xưa của Trung Đông cũng có rất nhiều loại quan hệ này, như thành Troy và vùng Arzawa đều là các vassal state của Đế chế Hittite. Đế quốc Ottoman cũng là một sự hình thành vassal state điển hình, có Wallachia, Moldavia cùng Hãn quốc Krym.